# Annick Gendron
Annick Gendron (Châtin, 26 settembre 1939 – Saint-Cloud, 22 ottobre 2008) è stata una pittrice francese.

## Biografia
Annick Gendron dipinge ed espone a partire dal 1965. Le sue opere sono state esposte alla Raymond Duncan Gallery, alla Galerie Bernheim-Jeune, al Salon des Independants, al Salon des Surindépendants, e al Museo d'Arte Moderna e al Salon d'Automne di Parigi.
Alla fine degli anni '60 fu una dei primi artisti ad utilizzare la forza centrifuga per la creazione di opere d'arte di grandi dimensioni. Ispirata dai giochi per bambini, spin art e spin painting, il suo obiettivo era quello di trascendere quest'uso modesto per ottenere degli effetti più spettacolari. Damien Hirst ebbe poi la stessa idea negli anni '90, trascendendo la pratica originale, utilizzando materiali, dimensioni, forme e nuove tecniche.
Negli anni '1970, Annick Gendron inventa un metodo innovativo di utilizzare e manipolare materiali e strumenti industriali come materie plastiche, vetro, presse idrauliche e centrifughe. Il processo pittorico e mentale della Gendron ha sempre ruotato attorno all'utilizzo di materiali sorprendenti come plexiglas, fossili, soldatini, glitters e spugne. Temi non comuni, come i limiti delle conoscenze scientifiche e l'identità paneuropea, sono fondamentali per il suo lavoro.
Dopo aver vinto il premio ORTF nel 1971 e la medaglia della Societé des Arts, Sciences et Lettres, 1973 la Gendron apre la Galleria Annick Gendron nel V arrondissement di Parigi. Durante un periodo di 10 anni, la Gendron ha esposto insieme ad artisti e amici come Philippe Derome, Eugene di Kermadec, Chu Teh-Chun, Albert Feraud, Ladislas Kijno e artisti degli anni '40 come Chana Orloff, Paul Dupre-Lafon, Jean Dunand e André Arbus.

## Premi
- Art Society Medal for Science and Literature